# Rachid Niny
Pour les articles homonymes, voir Niny.
Rachid Niny (رشيد نيني) né le 16 octobre 1970 à Ben Slimane (Maroc), est un journaliste, chroniqueur, éditeur et polémiste marocain. Il est fondateur et cofondateur de plusieurs journaux et magazines marocains (Al Massae, Al Massae Magazine, Le Soir Échos, Nejma , en 2011 l'hebdomadaire arabophone Awal et son vis-à-vis francophone Puce, et le dernier né en novembre 2012, le quotidien Al Akhbar).
En 2017, il lance la chaîne de télévision privée Télé Maroc. 

## Origines et études
Rachid Niny a fait des études de littérature arabe à la faculté de lettres et de sciences humaines de Mohammedia, (diplôme de langue arabe obtenu en 1993 puis en 1994 diplôme d'étude supérieure en poésie arabe), il commence à faire ses premières armes dans le journalisme.
En 1992, il collabore avec le journal Al Alam puis lance en 1997 un journal en langue amazigh nommé Awal (Paroles) qui s’est arrêté au bout de 3 numéros.
En 1997, une accréditation obtenue pour couvrir le Congrès mondial Amazigh aux îles Canaries lui sert de sésame pour s'envoler vers l'Europe. Pendant trois ans, immigré clandestin en Espagne, il multiplie les petits boulots. De son expérience il tirera un livre, le Journal d'un clandestin. Rentré au Maroc, il travaille au sein de la deuxième chaîne marocaine (2M) en tant que présentateur de l’émission « Nostaljia ». En 2000, il participe, avec sa chronique quotidienne Chouf tchouf, au journal Assabah puis décide de créer son propre journal Al Massae où il continue sa chronique avec le même ton critique et libre. Al-Massae voit le jour en 2006.
À la tête du quotidien Al Massae, premier titre de la presse marocaine, Rachid Niny s’est fait connaître grâce à ses chroniques. Le journaliste, une des rares voix critiques dans le paysage médiatique marocain, dénonce constamment dans ses chroniques les injustices, la répression et la corruption des élites.

## Affaire de Ksar el-Kebir
Le 23 novembre 2008, Al Massae publiait sur plusieurs colonnes à la Une un reportage décrivant une fête comme un mariage gay. L'article était illustré d'une photo représentant un homme travesti en femme. Le même jour, à l'issue de la prière, une manifestation était organisée dans les rues de Ksar el-Kebir. Trois jours plus tard, six des fêtards étaient inculpés pour "homosexualité".
Niny a été très lourdement condamné par la justice marocaine. Il a écopé d'une amende de 6 millions de dirhams (540 000 euros), non payée à ce jour, pour avoir affirmé, sans le nommer, qu'un procureur du roi de Ksar el-Kebir faisait partie d'un réseau gay, ce qui a conduit les quatre procureurs de la petite ville à porter plainte. Niny, qui a fait appel, a obtenu le soutien de la profession au nom de la liberté d'expression. Du coup, ses positions éditoriales ont commencé à changer et ses cibles ont subi et subissent toujours un tri minutieux en fonction de leurs réseaux et ramifications politiques et économiques.

## Arrestation et condamnation
Dans l'après-midi du 27 avril 2011, Rachid Niny est arrêté par la police marocaine après que le procureur général du Roi à Casablanca, Abd-Allah al-Balghîtî, l'ait accusé « d'atteinte à  la sécurité du pays et des citoyens ».
L'avocat Khalid Soufyâni affirme que cette arrestation est « une décision politique visant à abattre l'un des plus valeureux opposants à la corruption des milieux politiques marocains »,. Déjà, le mardi 26 avril, Rachid Niny avait été prié de se rendre au commissariat le plus proche où il avait subi un interrogatoire continu de 11 heures à 18 heures. Les questions concernaient les sources dont il s'était servi pour écrire des articles où il mettait directement en cause le directeur des services de renseignements marocains, Abdellatif al-Hammouchi, au sujet de l'existence d'un camp de détention et de torture secret basé dans la région de la ville de Témara. Selon L'Express, Niny était accusé d'avoir écrit dans Al Massae, plusieurs articles dans lesquels il dénonçait notamment la direction de la Surveillance du territoire (DST) et appelait à ce qu'elle soit contrôlée notamment par le Parlement.
Malgré des soutiens massifs à travers d'imposantes manifestations populaires, plus de 800 avocats à travers le pays qui se sont réunis pour le défendre et démontrer que son arrestation était en tous points arbitraire, des organisations qui se sont créées spontanément pour le soutenir, sa demande de liberté provisoire a été refusée a deux reprises, dont la seconde fois lors de l'audience du 9 mai 2011. 
Après plusieurs audiences à la fin desquelles la demande de liberté provisoire pour Rachid Niny se trouvait à chaque fois refusée, lors de la séance du 2 juin 2011 les avocats du directeur de publication d'al-Massae décidèrent de se retirer en signe de protestation: "Nous nous sommes retirés parce que le tribunal a refusé certaines de nos requêtes, notamment le fait que M. Niny soit jugé selon le code de la presse et non pas le code pénal", a déclaré à l'AFP Khalid Soufyâni, l'un des avocats de Rachid Niny.
Finalement, Rachid Niny est condamné le 9 juin 2011, par le tribunal de première instance à Casablanca (Aïn Seba'), à un an de prison ferme avec une amende de 1 000 dirhams (environ 90 euros),. La condamnation du journaliste est confirmée en appel.

## Libération
Rachid Nini a été libéré le samedi 28 avril 2012 à l’aube après avoir passé une année de détention au pénitencier d’Okacha à Casablanca.
Alors qu'il était supposé retrouver sa liberté à la première heure du matin, selon l’horaire administratif, on affirme que les partisans de Nini et les activistes ont commencé à affluer dès 7h devant les portes de la dite prison pour l’accueillir. À croire un communiqué de la Commission nationale de soutien de Rachid Nini, les responsables du centre de détention où il a passé sa peine l’ont réveillé à 3h du matin pour le libérer vers 3h30, depuis une porte secondaire du centre de détention, acte qui vise, selon ladite Commission, à priver Nini du soutien de ses partisans et à éviter que sa libération ne soit fêtée devant les portes de la prison.